# Arrest CBB/JPO
Het arrest CBB/JPO (HR 12 augustus 2005, NJ 2005/46) is een arrest van de Nederlandse Hoge Raad dat betrekking heeft op precontractuele aansprakelijkheid, dat wil zeggen de schadevergoedingsplicht na het afbreken van de onderhandelingen, en in het bijzonder de maatstaf voor de omvang van de schadevergoeding.

## Casus
Betrokkenen:
- Centraal Bureau Bouwtoezicht BV (CBB)
- JPO Projecten BV

JPO was in onderhandeling met de gemeente Arnhem over de aankoop van een perceel bouwgrond aan de Burgemeester Matsersingel, bestemd voor de bouw van twee kantoorpanden. Een van de kantoorpanden zou dienen als nieuwe huisvesting van CBB, hetgeen voor de gemeente een voorwaarde was om tot een overeenkomst te komen.
Tegelijk was JPO in onderhandeling met CBB over doorlevering van een deel van het perceel aan CBB om daarop de gewenste nieuwbouw te realiseren. Toen het te lang ging duren heeft CBB de onderhandelingen met JPO afgebroken en heeft (een dochteronderneming van) CBB het gedeelte van het perceel dat voor haar nieuwbouw bestemd was rechtstreeks van de gemeente gekocht.
JPO had CBB aan het lijntje gehouden, door te zeggen dat de onderhandelingen met de gemeente werden vertraagd door problemen met de bouwvergunning die verband hielden met een noodzakelijke wijziging van het bestemmingsplan.
Achteraf bleek dat de nieuwbouw van CBB al voldeed aan de vereisten voor een bouwvergunning, terwijl JPO met de gemeente dooronderhandelde over de prijs per vierkante meter en over meer vloeroppervlakte voor het kantoorpand dat zijzelf wilde bouwen.

## Rechtsvraag
De rechtsvraag betreft precontractuele aansprakelijkheid, nl. de maatstaf voor de schadevergoedingsplicht als een partij de onderhandelingen heeft afgebroken.

## Procesgang
JPO kreeg van CBB een dagvaarding met een vordering van een bepaald bedrag als schadevergoeding uit onrechtmatige daad. Deze vordering "in conventie" is tweemaal (door rechtbank en hof) afgewezen.
JPO vroeg "in reconventie" een verklaring voor recht dat CBB jegens JPO onrechtmatig gehandeld heeft zodat een recht op schadevergoeding bestaat (kosten en gederfde winst) uit hoofde van contractuele aansprakelijkheid. Deze vordering in reconventie is door de rechtbank toegewezen. Dit deel van het vonnis is door het hof vernietigd, waarna de vordering voor de helft is toegewezen. Dit arrest van het hof is in cassatie vernietigd en de zaak is verwezen naar een ander hof.

## Hoge Raad
Kernoverweging (RO 3.6):

als maatstaf voor de beoordeling van de schadevergoedingsplicht bij afgebroken onderhandelingen heeft te gelden, dat ieder van de onderhandelende partijen –die verplicht zijn hun gedrag mede door elkaars gerechtvaardigde belangen te laten bepalen– vrij is de onderhandelingen af te breken, tenzij dit op grond van het gerechtvaardigd vertrouwen van de wederpartij in het tot stand komen van de overeenkomst of in verband met de andere omstandigheden van het geval onaanvaardbaar zou zijn.

Daarbij dient rekening te worden gehouden met de mate waarin en de wijze waarop de partij die de onderhandelingen afbreekt tot het ontstaan van dat vertrouwen heeft bijgedragen en met de gerechtvaardigde belangen van deze partij.

Hierbij kan ook van belang zijn of zich in de loop van de onderhandelingen onvoorziene omstandigheden hebben voorgedaan terwijl, in het geval onderhandelingen onder gewijzigde omstandigheden over een lange tijd worden voortgezet, wat betreft dit vertrouwen doorslaggevend is hoe daaromtrent tenslotte op het moment van afbreken van de onderhandelingen moet worden geoordeeld tegen de achtergrond van het gehele verloop van de onderhandelingen.

De Hoge Raad noemt dit een «strenge en tot terughoudendheid nopende (-) maatstaf».
Uit het arrest van het hof is niet duidelijk of de hierboven vermelde maatstaf is toegepast. Zo ja, dan is er een gebrek in de motivering. Zo nee, dan is dat een onjuiste rechtsopvatting van het hof. Derhalve volgt vernietiging van het arrest.

## Opmerkingen
De vordering van JPO had betrekking op "positief contractsbelang", dat wil zeggen kosten plus gederfde winst. Deze vordering is door het hof voor 50% toegewezen. Derhalve is "stadium 2" uit het arrest Plas/Valburg hier niet aan de orde. Het veronderstelde concept van verschillende stadia tijdens de onderhandelingsfase is al geruime tijd achterhaald. De onderhandelingsfase bestaat niet uit een linear verloop maar is juist een verloop van pieken en dalen. Zie voor bevestiging hiervan het arrest ABB/de Staat. Men moet kijken naar het moment van afbreken en niet zozeer werken met 'gesloten' stadia.